# .jm
.jm je vrhovna internetska domena (country code top-level domain - ccTLD) za Jamajku. Domenom upravlja University of West Indies.

## Vanjske poveznice
- IANA .jm whois informacija  Arhivirana inačica izvorne stranice od 11. lipnja 2006. (Wayback Machine)